# Francolí del mont Camerun
El francolí del mont Camerun (Pternistis camerunensis) és una espècie d'ocell de la família dels fasiànids (Phasianidae) que habita la selva de les muntanyes del sud-oest de Camerun.